# سبع كلمات قذرة

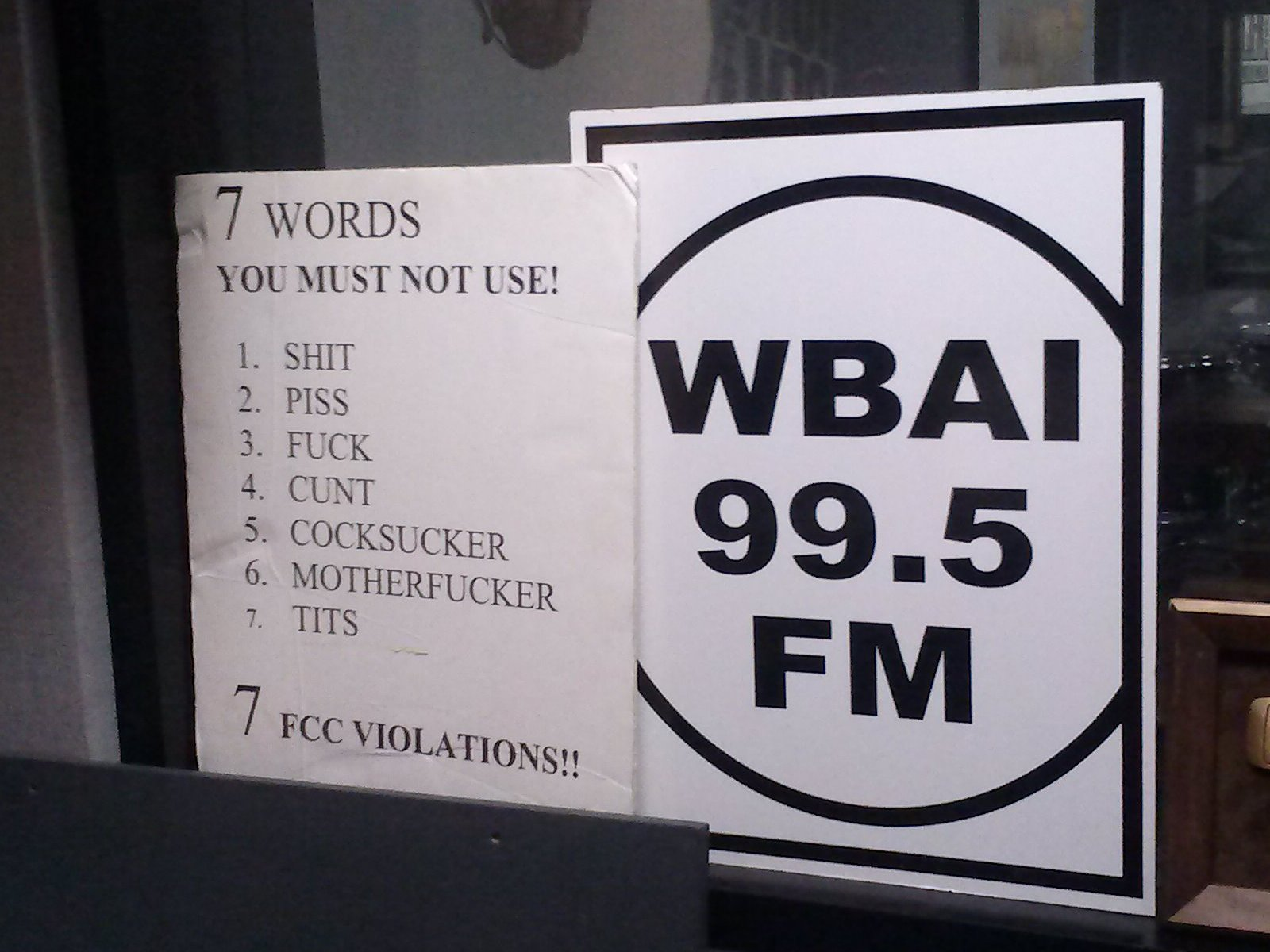
سبع كلمات لا يمكن ذكرها على التلفاز

سبع كلمات القذرة هي سبع كلمات في اللغة الإنجليزية وردت على شكل الكوميديا من قبل جورج كارلين في مونولوجه «سفن وردز يو كان نيفر سي أون تيليفشن» (بالإنجليزية: Seven Words You Can Never Say on Television)‏ والتي تعني باللغة العربية «سبع كلمات لا يمكن قولها في التلفاز أبدا» في ألبومه كلاس كلاون. في ذلك الوقت، كانت تلك الكلمات غير مناسبة أبدا على في المجال الشعبي في الولايات المتحدة، ولم يكن بالإمكان ذكر تلك الكلمات في موجات البث وخصوصا التلفاز وفي موجات إي إم وإف إم.   }}
الآن هي مسموح بها، لكن الرقابة تزيلها وتضع مكانها صوت بيب (صوت ال1000 هيرتز).
هذه الكلمات تحيل على أعضاء المرأة، الفضلات البشرية، والممارسات الجنسية. والكلمات الممنوعة لا تنحصر في الكلمات السبعة التي ذكرها الكوميدي في برنامجه.